# چسواف کیشچاک
چسواف یان کیشچاک (لهستانی: Czesław Jan Kiszczak؛ ۱۹ اکتبر ۱۹۲۵ – ۵ نوامبر ۲۰۱۵) یک سیاست‌مدار و نظامی اهل لهستان و از دوم تا نوزدهم اوت ۱۹۸۹ نخست‌وزیر جمهوری مردمی لهستان بود. چسواف کیشچاک در ۵ نوامبر ۲۰۱۵ در سن ۹۰ سالگی درگذشت.